# Nieuwenrode
Nieuwenrode est une section des communes belges de Kapelle-op-den-Bos et de Meise située en Région flamande dans la province du Brabant flamand. Nieuwenrode fut érigé en commune à part entière en 1874, faisant partie de Meise auparavant, et l'est resté jusqu'à la fusion des communes de 1977.

## Démographie

### Évolution démographique
- Sources : INS, Rem. : 1880 jusqu'en 1970 = recensements, 1976 = nombre d'habitants au 31 décembre[2].